# Disturbo da uso di sostanze
DipendenzaStato medico caratterizzato da ricerca compulsiva di stimoli gratificanti, nonostante le conseguenze negative
Comportamento di dipendenzaComportamento che è al tempo stesso gratificante e di rinforzo
Farmaco-dipendenzaFarmaco che è al tempo stesso gratificante e di rinforzo
TossicodipendenzaStato di adattamento associato a una sindrome di astinenza al momento della cessazione dell'esposizione ripetuta a uno stimolo (ad esempio, l'assunzione di farmaci)
Tolleranza inversa o sensibilizzazione al farmacoEffetto crescente di un farmaco derivante dalla somministrazione ripetuta a una data dose
Sindrome da astinenzaSintomi che si verificano al momento della cessazione del consumo ripetuto di sostanze
Dipendenza fisicaDipendenza che comprende i sintomi persistenti di astinenza fisica-somatico (ad esempio, la fatica e il delirium tremens)
Dipendenza psicologicaDipendenza che comprende i sintomi di astinenza emotivo-motivazionali (ad esempio, disforia e anedonia)
Stimoli rinforzoStimoli che aumentano la probabilità di comportamenti ripetuti associati loro
Stimoli gratificantiStimoli che il cervello interpreta come intrinsecamente positivo o come qualcosa a cui avvicinarsi
SensibilizzazioneRisposta aumentata a uno stimolo derivante dalla ripetuta esposizione a esso
Disturbo da uso di sostanzeCondizione in cui l'uso di sostanze porta a una compromissione funzionale significativa o disagio
TolleranzaDiminuzione dell'effetto di un farmaco dovuto alla somministrazione ripetuta a una data dose
Il disturbo da uso di sostanze (substance use disorder o SUD), noto anche come disordine da uso di droga, è una condizione in cui l'uso di una o più sostanze porta a una compromissione clinicamente significativa o disagio. Anche se il termine sostanza può riferirsi a qualsiasi materia fisica, "sostanza" in questo contesto è limitato ai farmaci psicoattivi.
SUD si riferisce all'uso eccessivo di una droga che porta a effetti che sono dannosi per la salute fisica e mentale di un individuo, o per il benessere di altri individui.  Il disturbo è caratterizzato da un modello di uso continuato patologico di un farmaco, che si traduce in conseguenze sociali avverse legate all'uso di droghe, come il mancato rispetto degli obblighi di lavoro, di famiglia o la scuola, i conflitti interpersonali, o i problemi legali.
Ci sono in corso dibattiti per quanto riguarda l'esatta distinzione tra "abuso di sostanze" e "dipendenza da sostanze", infatti si distingue tra i due definendo dipendenza da sostanze in termini di sintomi fisiologici e comportamentali di consumo di sostanze, e abuso di sostanze, in termini di conseguenze sociali dell'uso di sostanze. Nel DSM-5 il disturbo da uso di sostanze ha sostituito e unificato le precedenti categorie del DSM-IV: abuso di sostanze e dipendenza da sostanze.
Nel 2013 il disturbo da uso di droga ha provocato 127 000 morti. Il più alto numero di morti sono da disturbi da uso di oppioidi (51 000), la cocaina ha provocato 4 300 morti e l'uso di anfetamine 3 800 morti, mentre l'alcolismo ha determinato ulteriori 139 000 decessi.

## Epidemiologia
no data
     <40
     40-80
     80-120
     120-160
     160-200
     200-240
     240-280
     280-320
     320-360
     360-400
     400-440
     >440

The disability-adjusted life year, a measure of overall disease burden (number of years lost due to ill-health, disability or early death), from drug use disorders per 100,000 inhabitants in 2004
no data
<40
40-80
80-120
120-160
160-200
200-240
240-280
280-320
320-360
360-400
400-440
>440

Nel 2013 i disturbi da uso di droga hanno provocato 127 000 morti, fino a 53 000 nel 1990., il più alto numero è legato all'assunzione di oppioidi circa 51 000. L'abuso di alcol ha raggiunto circa i 139 000 morti.
Solo il 10,6% degli americani affetti dal disturbo si far curare, ma il 40-60% ha una ricaduta entro un anno